# Černušinskij rajon
Il Černušinskij rajon (in russo Чернушинский район?) è un municipal'nyj rajon (муниципальный округ) del Territorio di Perm', in Russia; il centro amministrativo è la città di Černuška.
Tra i maggiori fiumi che solcano il territorio del distretto: Bystryj Tanyp e Tjuj.